# Dipartimento di Vélingara
Il dipartimento di Vélingara (fr. Département de Vélingara) è un dipartimento del Senegal, appartenente alla regione di Kolda. Il capoluogo è la città di Vélingara.
Il dipartimento attuale venne creato nel 2008 scorporando parte del precedente dipartimento di Kolda. Si estende nella parte orientale della regione, compreso fra il Gambia a nord e la Guinea-Bissau a sud.
Il dipartimento di Vélingara comprende (al 2012) 3 comuni e 3 arrondissement.
comuni:
- Diaobe Kabendou
- Kounkane
- Vélingara

arrondissement:
- Bonkonto
- Pakour
- Saré Coly Sallé